# Colton Iverson
Colton Iverson   (Aberdeen, 29 de juny de 1989) és un jugador de bàsquet nord-americà. Amb 2.13 metres d'alçada, juga en la posició d'aler pivot.

## Carrera esportiva
Va disputar la NCAA, la lliga universitària nord-americana, amb els Minnesota i els Colorado State. A l'estiu de 2013 signa el seu primer contracte professional, en ser contractat pel Besiktas de la lliga turca. La temporada 2014-15 va fitxar pel Laboral Kutxa Baskonia de la lliga espanyola, i la següent va tornar a Turquia, aquesta vegada al Pinar Karsiyaka. La temporada 2016-17 juga a la lliga israeliana en ser contractat pel Maccabi Tel Aviv, i la temporada 2017-18 torna a l'ACB per jugar al MoraBanc Andorra. Després d'un any a Andorra, la temporada 2018-19 és contractat per l'Iberostar Tenerife.